# ガブリエリ・コンソート&プレイヤーズ
ガブリエリ・コンソート&プレイヤーズ（英：Gabrieli Consort & Players）は、イギリスのロンドンを本拠地とする声楽アンサンブル・古楽器オーケストラである。

## 概要
1982年にポール・マクリーシュにより結成され、現在までマクリーシュが芸術監督を務めている。当初レパートリーはルネサンス音楽からバロック音楽だったが、近年はハイドン・モーツァルトまで範囲を広げて活動している。
主なレコーディングは、ガブリエリ、モンテヴェルディ、ヘンデル、バッハなどの声楽曲、グルックの歌劇「パーイデとエーレナ」、ハイドンの「天地創造」やモーツァルトの大ミサ曲ハ短調K.427などがある。